# アンソニー・ブラウン (第7代モンタギュー子爵)
第7代モンタギュー子爵アンソニー・ジョセフ・ブラウン（英語: Anthony Joseph Browne, 7th Viscount Montagu、1728年4月11日 – 1787年4月9日）は、イギリスの貴族。イングランド国教会の信者だった。

## 生涯
第6代モンタギュー子爵アンソニー・ブラウンとバーバラ・ウェブ（Barbara Webb、1699年頃 – 1779年4月7日、第3代準男爵サー・ジョン・ウェブの娘）の息子として、1728年4月11日にシティ・オブ・ウェストミンスターのストラットン・ストリートで生まれた。
1767年4月23日に父が死去すると、モンタギュー子爵の爵位を継承した。同年7月22日にセント・ジョージ・ハノーヴァー・スクエアでフランシス・マックワース（Frances Mackworth、1814年3月3日没、ハーバート・マックワースの娘）と結婚、1男1女をもうけた。
- エリザベス・メアリー（1767年2月5日 – ?） - 1794年、ウィリアム・スティーヴン・ポインツ（英語版）と結婚、子供あり
- ジョージ・サミュエル（1769年 – 1793年） - 第8代モンタギュー子爵

1787年4月9日に死去、息子ジョージ・サミュエルが爵位を継承した。